# Dōran
Pour plus de détails, voir Fiche technique et Distribution.
Dōran (動乱) est un film japonais réalisé par Shirō Moritani, sorti en 1980.

## Synopsis
L'histoire se déroule entre l'incident du 15 mai (1932) et l'incident du 26 février (1936). On suit la vie et les amours d'un jeune officier taciturne.

## Fiche technique
- Titre : Dōran
- Titre original : 動乱
- Réalisation : Shirō Moritani
- Assistant réalisateur : Shin'ichirō Sawai
- Scénario : Nobuo Yamada (ja)
- Musique : Hidenori Taga
- Photographie : Hanjirō Nakazawa
- Décors : Shūichirō Nakamura
- Montage : Takeo Toda
- Production : Kimio Ikeda et Yūsuke Okada
- Société de production : Shinano Kaisha et Tōei
- Pays de production :  Japon
- Langue originale : japonais
- Genres : drame, film historique et film de guerre
- Format : couleur - 1,85:1
- Durée : 150 minutes[1]
- Dates de sortie : 
  - Japon : 15 janvier 1980[1]

## Distribution
- Ken Takakura : Keisuke Miyagi
- Sayuri Yoshinaga : Kaoru Mizoguchi
- Masakane Yonekura : Shima
- Junko Sakurada : Yoko Takami
- Takahiro Tamura : Kanzaki
- Takashi Shimura : Kosuke Miyagi
- Kei Satō : Kozu
- Kunie Tanaka : Komatsu
- Ryūnosuke Kaneda
- Shin Kishida : Kobayashi
- Tonpei Hidari
- Asao Koike : Misumi
- Yūsuke Kawazu
- Toshiyuki Nagashima : Hideo Mizoguchi
- Akira Nishikino : Nogami
- Rokkō Toura
- Kai Atō
- Iwao Dan
- Tatsumi Ishihara
- Nenji Kobayashi
- Akira Kume : Kinzo Mizoguchi
- Susumu Kurobe
- Masanori Machida
- Hiroshi Nawa
- Gorō Naya : l'annonceur
- Teruo Shimizu
- Kazunaga Tsuji

## Distinctions
Sauf indication contraire, les informations mentionnées dans cette section peuvent être confirmées par la base de données cinématographiques IMDb,  présente dans la section « Liens externes ».

### Récompenses
Japan Academy Prize 1981 : prix du meilleur acteur pour Ken Takakura (nommé conjointement pour le film L'Écho de la montagne)

### Nominations
Japan Academy Prize 1981 : prix du meilleur film, de la meilleure actrice pour Sayuri Yoshinaga, du meilleur acteur dans un second rôle pour Takahiro Tamura et Masakane Yonekura